# Theater im Fischereihafen

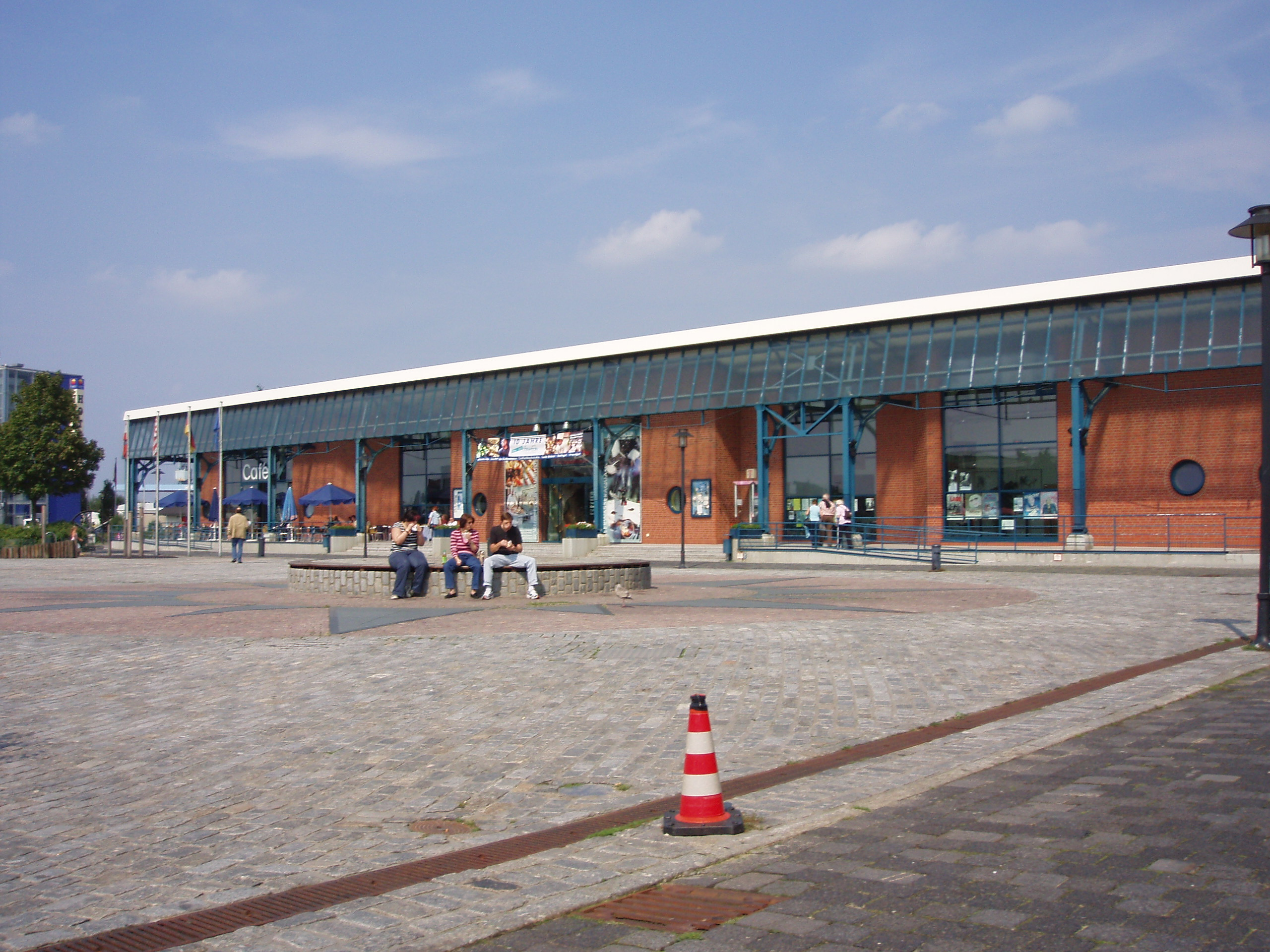
Das Forum Fischbahnhof mit dem Theater im Fischereihafen

Das Theater im Fischereihafen (TiF) ist ein Theater in Bremerhaven mit der Adresse Am Schaufenster 6.
Das Theater wurde am alten Fischereihafen im „Forum Fischbahnhof“ eingerichtet und am 10. Mai 1996 eröffnet. Die 14 Zuschauerreihen mit insgesamt 300 Sitzplätzen sind wie in einem Kino ansteigend angeordnet. Wird der ebenerdige Bühnenraum ausgenutzt, so steht eine Spielfläche von maximal 15 × 10 Metern und eine Höhe von 8 Metern zur Verfügung.
Die Etablierung eines Theaters in der ehemaligen Fischpackhalle IV war im Vorfeld umstritten; die Platzausnutzung liegt inzwischen aber bei ungefähr 90 %. Pro Jahr werden etwa 130 Vorstellungen vor insgesamt rund 20.000 Zuschauern gegeben. Unter anderem spielt regelmäßig das Bremerhavener Improvisationstheater „Instant Impro“ im TiF; ebenso gibt es regelmäßig Veranstaltungen für Kinder. Das Theater unterhält kein eigenes Ensemble, sondern präsentiert ausschließlich Gastspiele.